# Praxinoscope
Pour les articles homonymes, voir Praxinoscope (homonymie).
Le praxinoscope fut inventé au Puy-en-Velay par Émile Reynaud en 1876. Breveté en 1877, il s'agissait d'un jouet optique donnant l'illusion du mouvement et fonctionnant sur le principe de la compensation optique. Ce jouet obtiendra une « mention honorable » à l'Exposition universelle de Paris de 1878 et aura un beau succès commercial qui permit à son inventeur de continuer ses recherches. Le praxinoscope est ainsi à la base de ses inventions suivantes : une animation à l'intérieur d'un décor (le praxinoscope-théâtre), projetée (le praxinoscope à projection), de longueur indéfinie (le théâtre optique) et en relief (le stéréo-cinéma). Ces dernières recherches vers une projection animée en relief n'aboutiront pas.

## Fonctionnement
Le praxinoscope améliore le zootrope de William George Horner dont il emprunte le principe de la bande de douze dessins décomposant un mouvement cyclique. Comme dans le zootrope, cette bande interchangeable est disposée à l'intérieur d'un tambour qui tourne autour d'un axe servant accessoirement de pied. Mais dans le praxinoscope, Émile Reynaud a ajouté à l'intérieur du tambour un cylindre à facettes sur lequel sont disposés douze petits miroirs. Cette « cage de miroirs » (Émile Reynaud emploie l’expression « cage de glaces » dans son brevet) tourne en même temps que le tambour et la bande à animer. Chacun des miroirs reflète l’un des douze dessins de la bande (celui qui lui fait face). Si chaque miroir est placé exactement à mi-distance entre le dessin qu’il reflète et l’axe général de rotation, l'image réflechie de ce dessin se produit exactement sur ledit axe, de sorte qu'au cours de la rotation de l’appareil les images réfléchies des douze images de la bande se substituent les unes aux autres sans quitter l'axe de l’appareil.

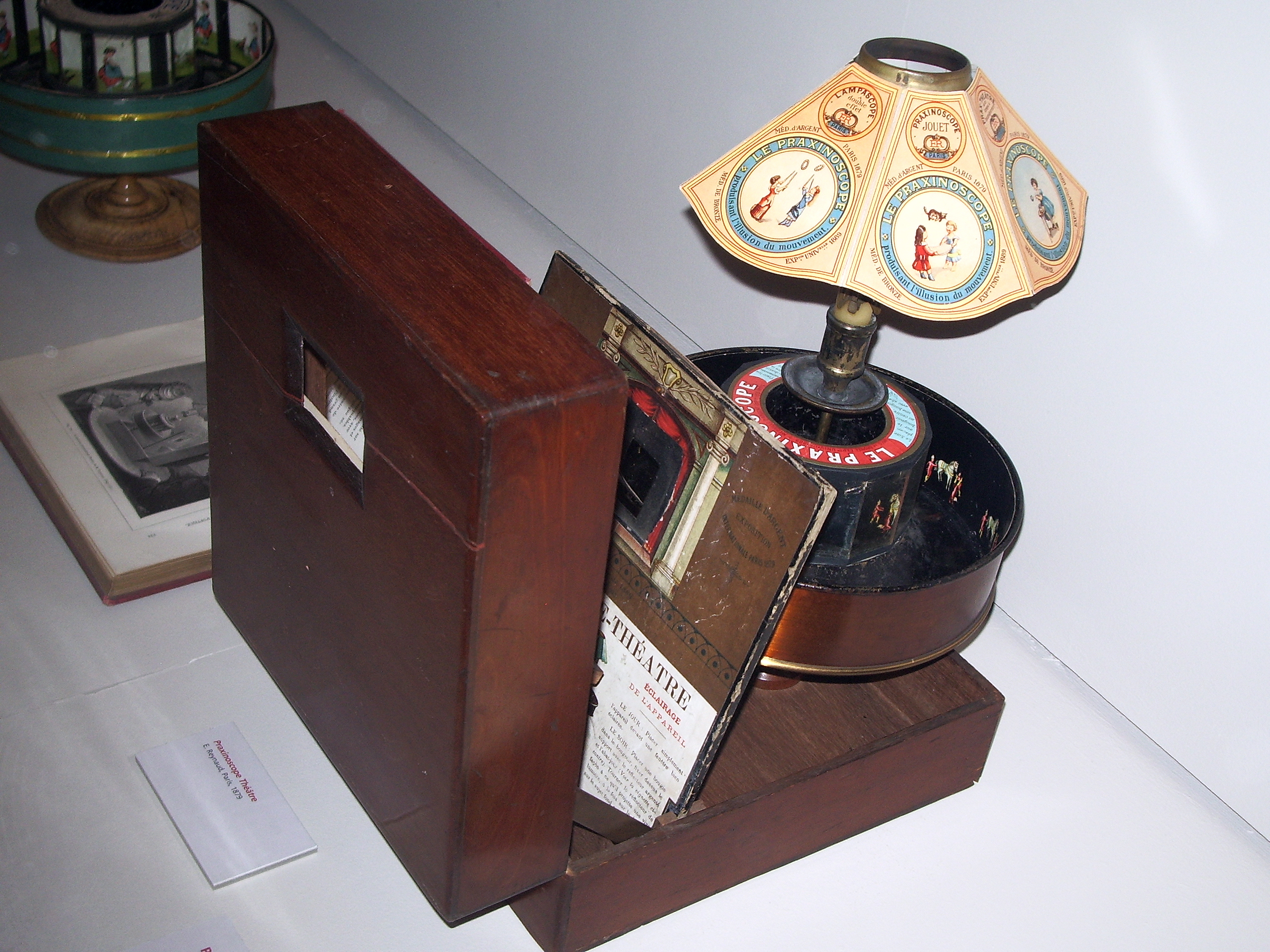
Praxinoscope-Théatre (1879) d'Émile Reynaud.
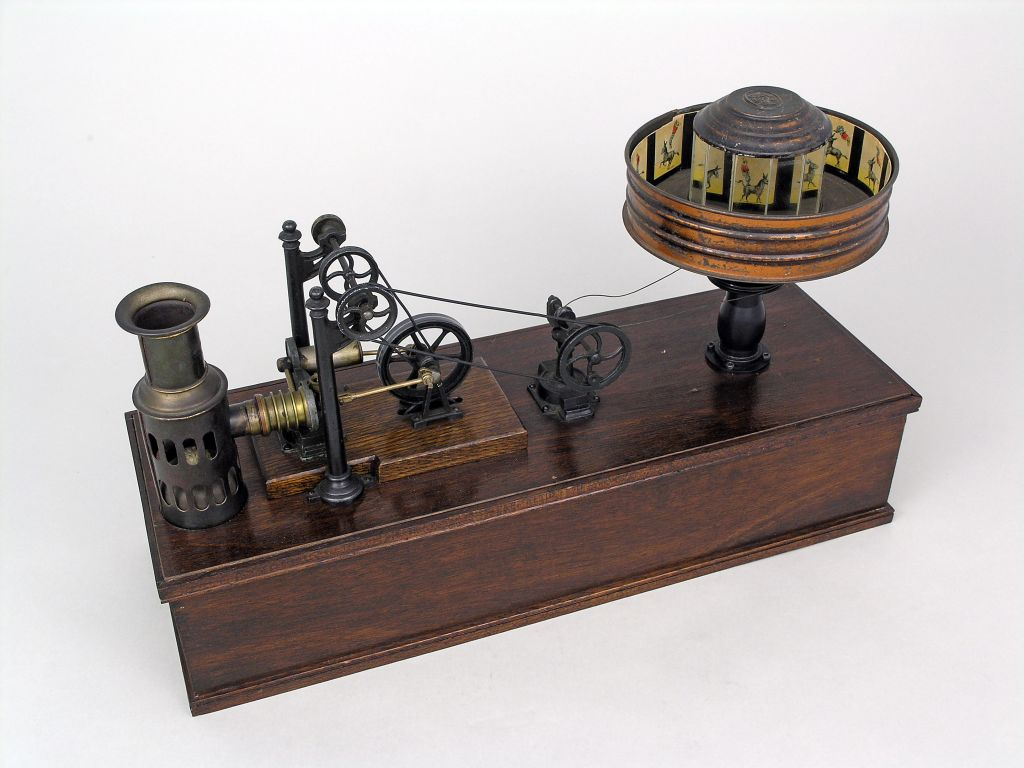
Un praxinoscope d'Ernst Plank, de Nuremberg, Allemagne, mû par un moteur à air chaud miniature. Il se trouve de nos jours dans la collection de Thinktank, Musée de la science de Birmingham.
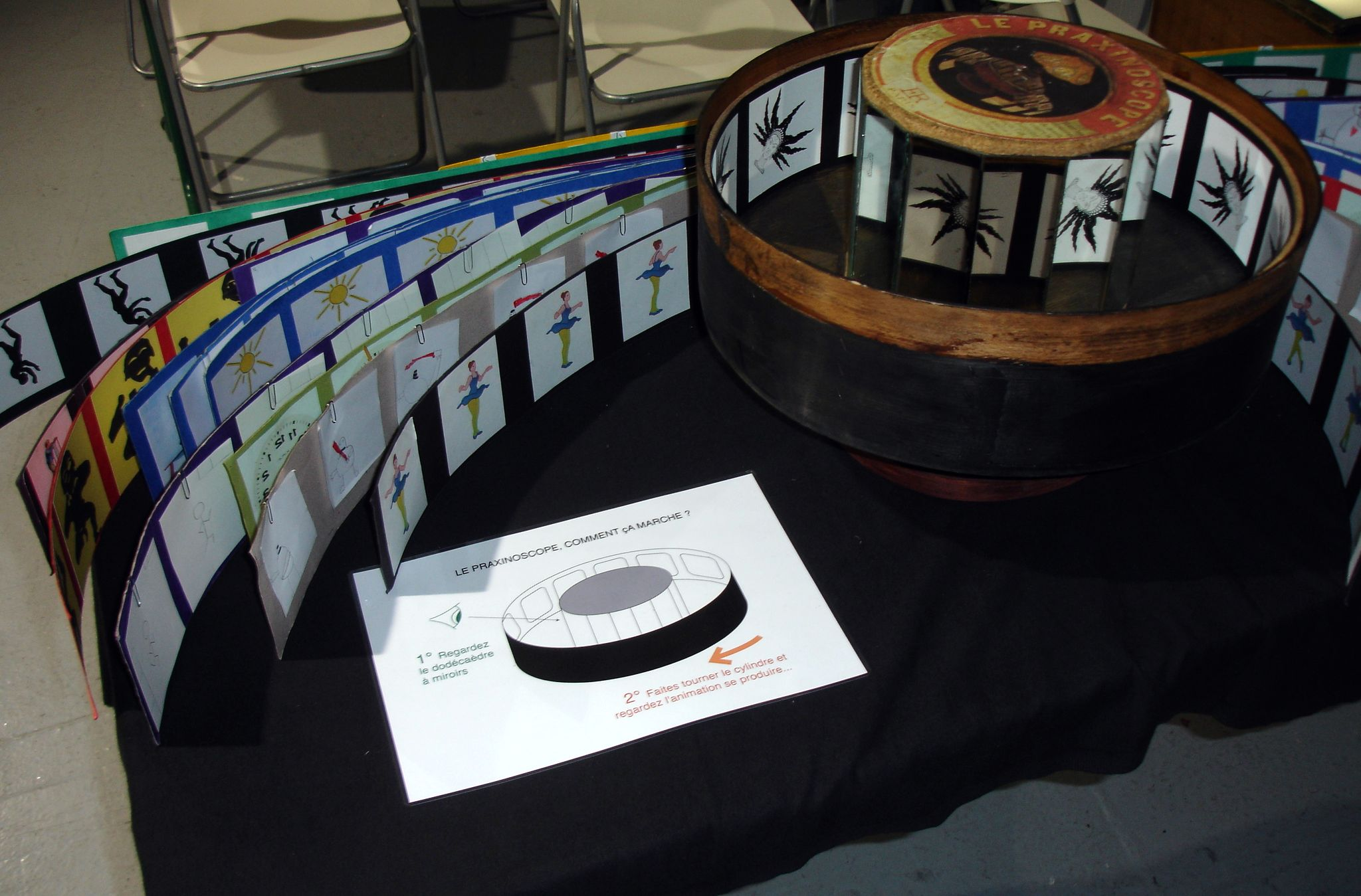
Praxinoscope contemporain, grand modèle, exposé en 2010 avec des bandes amovibles.
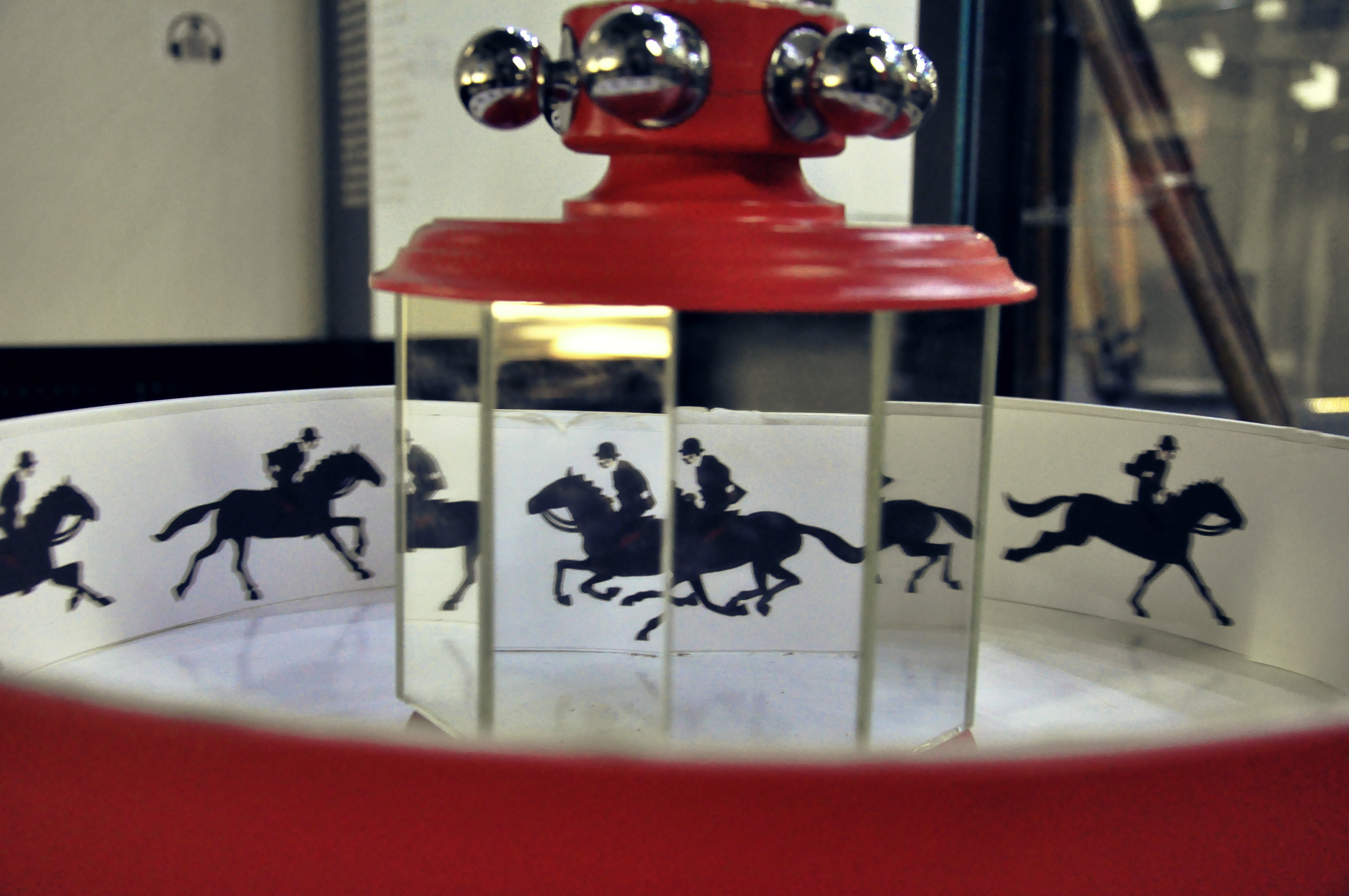
Reconstitution d'un praxinoscope à partir d'un pot de confiture Mitra.

Il faut d'ailleurs noter que, contrairement à ce qui se passe avec les  jouets optiques à fentes, la perception de l’animation produite à l’intérieur de la « cage de miroirs » se fait sans obturation : elle est donc parfaitement lumineuse (nous entendons par là que l’animation réalisée est aussi lumineuse que les dessins de la bande à animer).
Cette perception est aussi très peu floue (ou plus exactement très peu filée ou bougée). Seul subsiste cependant le défaut, qu’Émile Reynaud décrit très bien dans son brevet, d’un petit papillonnement des bords de l’image, papillonnement dont l’œil s’accommode fort bien (ce défaut est d’ailleurs très peu sensible avec des sujets dessinés en format plus haut que large). Dans son brevet de 1877, Reynaud écrit en effet à ce sujet : "L’œil n’aura d’autre impression défavorable que celle d’un faible déplacement angulaire intermittent, autour de l’axe central, de l’image unique [...], déplacement dont l’angle correspondra au nombre de côtés du polygone, et sera d’autant plus faible que le nombre des côtés sera plus grand.".
Ce même défaut (qui est typiquement celui des thaumatropes) est rendu maximum sur une autre invention d’Émile Reynaud, la toupie fantoche : cet appareil n’était en effet constitué que de quatre miroirs. 
Il est d’ailleurs important de prendre conscience que le défaut de papillonnement du praxinoscope est minimisé lorsque chaque dessin de la bande est placé juste en face de son miroir.
Faisons enfin remarquer que l’animation réalisée par le praxinoscope peut être observée sans désagrément notable par les deux yeux à la fois, ce qui n’est qu’exceptionnellement le cas avec zootropes et phénakistiscopes.

## Bandes de praxinoscope (1877-1879)

Bande animée du Moulin à eau.
- Bande animée de La Rosace magique
- Bande animée de Le Trapèze
- Bande animée de Le Singe musicien
- Bande animée de Le Fumeur

- Série 1 :
  - L'Aquarium
  - Le Jongleur
  - L'Équilibriste
  - Le Repas des poulets
  - Les Bulles de savon
  - Le Rôtisseur
  - La Danse sur la corde
  - Les Chiens savants
  - Le Jeu de corde
  - Zim, boum, Boum

- Série 2 :
  - Les Scieurs de long
  - Le Jeu du volant
  - Le Moulin à eau
  - Le Déjeuner de bébé
  - La Rosace magique
  - Les Papillons
  - Le Trapèze
  - La Nageuse
  - Le Singe musicien
  - La Glissade

- Série 3 :
  - La Charmeuse
  - La Balançoire
  - L'Hercule
  - Les Deux Espiègles
  - Le Fumeur
  - Le Jeu de grâces
  - L'Amazone
  - Le Steeple-chase
  - Les Petits valseurs
  - Les Clowns

## Sources